# CZ Scorpion Evo 3
Scorpion EVO 3 — 9-мм карабін виробництва Česká zbrojovka Uherský Brod. Варіант пістолета-кулемета з вибором режиму вогню позначається A1, а напівавтоматичний варіант — S1. Позначення EVO 3 вказує на те, що вогнепальна зброя є третім поколінням лінійки малих пістолетів-кулеметів CZ, започаткованої Škorpion vz. 61, які механічно між собою не пов'язані.

## Конструкція
Scorpion Evo 3 є карабіном з вільним затвором, розробленим Laugo на базі словацького прототипу пістолета-кулемета. Scorpion EVO 3 виготовлений здебільшого з полімерів під набій 9×19 мм Парабелум, що робить його легким, компактним пістолетом-кулеметом, призначеним для легкого маневрування в обмеженому просторі. Варіант A1 має стандартну ліву неповоротно-поступальну ручку заряджання, хоча вона є двосторонньою та може перемикатися з боку на бік. Він також має двосторонній перемикач вогню, що дає оператору вибір «безпечного», напівавтоматичного, трьохзарядного або повністю автоматичного вогню, тоді як перемикач у варіанту S1 має тільки «безпечний» та напівавтоматичний вогонь. Стандартна версія оснащена складаним, регульованим і повністю знімним прикладом для транспортування. Руків'я облицьовано декількома рейками Пікатінні для кріплення додаткових прикладів, мушок, ліхтарів та лазерів. Руків'я в американській напівавтоматичній моделі оснащена точками кріплення M-LOK з однією рейкою Пікатінні зверху.

## Користувачі

### Поточні користувачі
- Аргентина: Федеральна правоохоронна служба[en],[5] Поліція Тукумана,[6] Поліція Сан-Хуана[7]
- В'єтнам: Підрозділ боротьби з наркотиками Народної громадської безпеки[en] (Bureau C47), Армійська команда зі стрільби з зброї,[8] Гвардійське командування (K01)[9]
- Грузія: Міністерство внутрішніх справ Грузії, Прикордонна поліція Грузії[en], Берегова охорона Грузії[10]
- Єгипет: Підрозділи правоохоронних органів[en][11]
- Індонезія: Національна поліція Індонезії[en][12]
- Канада: Поліція Торонто[en][13]
- Кенія: Поліція Кенії[en][14]
- Малайзія: Королівська поліція Малайзії[en],[15] Малайзійське морське правоохоронне агентство[en],[16] Королівські військові сили Джохора[en].[17]
- Таїланд: Королівська поліція[en][18]
- Туреччина: Підводний напад[en].[19]
- Угорщина: Поліція Угорщини,[20] Збройні сили Угорщини[21]
- Україна: Невідома кількоість передана Чехією під час російського вторгнення в Україну.[22]
- Філіппіни: Група спеціальних операцій Берегової охорони Філіппін[en], Сили спеціального призначення[en] Національної поліції Філіппін[en][23]
- Фінляндія: Поліція Фінляндії, Прикордонна охорона Фінляндії[en][24]
- Чехія: Збройні сили Чехії[25][26][27]
- Шрі-Ланка: Сили спеціального призначення[28]

### Колишні користувачі
- Ісламська Республіка Афганістан: Використовували Коммандос Афганської національної армії.[29]